# Пономаренко Микола Кирилович
Микола Кирилович Пономаре́нко (нар. 24 лютого 1942, Миронівка) — український майстер декоративно-ужиткового мистецтва; член Національної спілки художників України. Заслужений художник УРСР з 1978 року.

## Біографія
Народився 24 лютого 1942 року в місті Миронівці Київської області. 1965 року закінчив Красносельське художнє училище (Красне-на-Волзі, РРФСР); 1982 року — Ленінградське вище художньо-промислове училище імені В. І. Мухіної. Був членом КПРС з 1980 року.
Проживає в Києві, в будинку на вулиці Великій Житомирській № 26, квартира 8.

## Творчість
Працював в галузі художньої обробки металу у техніці скані, філіграні, карбування, поєднував метал з коштовним камінням. Серед робіт:
- набори для напоїв (1974);
- прикраси для костюмів:
  - Українського народного хору імені Григорія Верьовки (1975);
  - Миронівського народного ансамблю пісні й танцю «Чорнобривець» (1976);
- книги-адреси, присвячені:
  - XXV з'їзду КПРС (1976);
  - 60-річчю Радянської влади (1977);
- оправа сувенірного видання Конституції СРСР (1978);
- ювілейний кубок «35 років Великої Перемоги» (1980).

Роботи майстра зберігаються в Центральному музеї В. І. Леніна у Москві та у Києві в музеях Історії України у Другій світовій війні і Українського народного декоративного мистецтва.